# See Hua Daily News
See Hua Daily News (chinesisch 詩華日報, Pinyin Shihuá Rìbào) ist die größte und auflagenstärkste chinesischsprachige Zeitung auf der Insel Borneo. Sie wird vom Verlag Kai Ming Press Co. Ltd vertrieben und hauptsächlich im Sultanat Brunei und den malaysischen Staaten Sarawak und Sabah verkauft. Sie wurde 1952 erstmals veröffentlicht. Das Hauptquartier befindet sich in Kuching. Der Verlag hat ca. 300 Mitarbeiter.
See Hua Daily News ist auch im Katalog Suratkhabar dan majalah bahasa Cina, Arkib Negara Malaysia 1991 (Katalog Chinesischsprachiger Zeitungen und Magazine im Nationalarchiv von Malaysia 1991) mit der ISBN 967-9120-28-7 aufgeführt.
Zu Referenz- und Forschungszwecken befindet sich eine datierte Kopie der Zeitung im Nationalarchiv von Malaysia.